# Erzbistum Bratislava
Das Erzbistum Bratislava bzw.  Erzbistum Pressburg (lat.: Archidioecesis Bratislaviensis, slowak.: Bratislavská arcidiecéza bzw. Arcibiskupstvo Bratislava) ist ein römisch-katholisches Erzbistum in der Slowakei mit Sitz in Bratislava.

## Geschichte

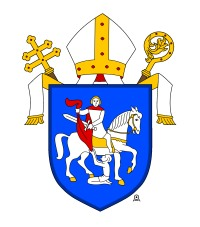
Wappen des Erzbistums

Das Gebiet des heutigen Erzbistums Bratislava unterstand ab dem 29. Mai 1922 kirchenrechtlich der Apostolischen Administratur Trnava, die aus dem Erzbistum Esztergom ausgegliedert wurde. Am 30. Dezember 1977 erhob Papst Paul VI. diese Administratur mit der Apostolischen Konstitution Qui divino zum Erzbistum Trnava.
In den Jahrzehnten der kommunistischen Diktatur in der Tschechoslowakei von 1948 bis 1989 waren die Katholiken den Übergriffen der Štátna bezpečnosť, der Staatssicherheit, ausgesetzt, zahlreiche Priester wurden verfolgt und in Arbeitslagern inhaftiert und die Katolícke noviny, die in Bratislava erscheinende Bistumszeitung „auf Linie“ gebracht.
Mit Dekret der Kongregation für die Bischöfe vom 31. Mai 1995 wurde das Erzbistum Trnava in Erzbistum Bratislava-Trnava umbenannt und der Martinsdom in Bratislava zur Konkathedrale erhoben.
Am 14. Februar 2008 teilte Papst Benedikt XVI. mit der Apostolischen Konstitution Slovachiae sacrorum das Gebiet um Bratislava vom Erzbistum Bratislava-Trnava ab und errichtete das Erzbistum Bratislava. Gleichzeitig wurde der Sitz des Metropoliten von Trnava nach Bratislava verlegt und damit die bereits bestehende Kirchenprovinz Bratislava-Trnava zur Kirchenprovinz Bratislava umstrukturiert, der neben den zu diesem Zeitpunkt bereits existierenden Bistümern Nitra und Banská Bystrica auch das neuumschriebene Erzbistum Trnava und das neuerrichtete Bistum Žilina als Suffraganbistümer angehören.

## Bistumsgliederung
Das Erzbistum ist in zehn Dekanate untergliedert:
- Dekanat Bratislava-juh (Pressburg-Süd)
- Dekanat Bratislava-sever (Pressburg-Nord)
- Dekanat Bratislava-stred (Pressburg-Zentrum)
- Dekanat Malacky (Malatzka)
- Dekanat Pezinok (Bösing)
- Dekanat Senec (Wartberg)
- Dekanat Senica (Senitz)
- Dekanat Skalica (Skalitz)
- Dekanat Šamorín (Sommerein)
- Dekanat Šaštín (Schoßberg)

## Ordinarien

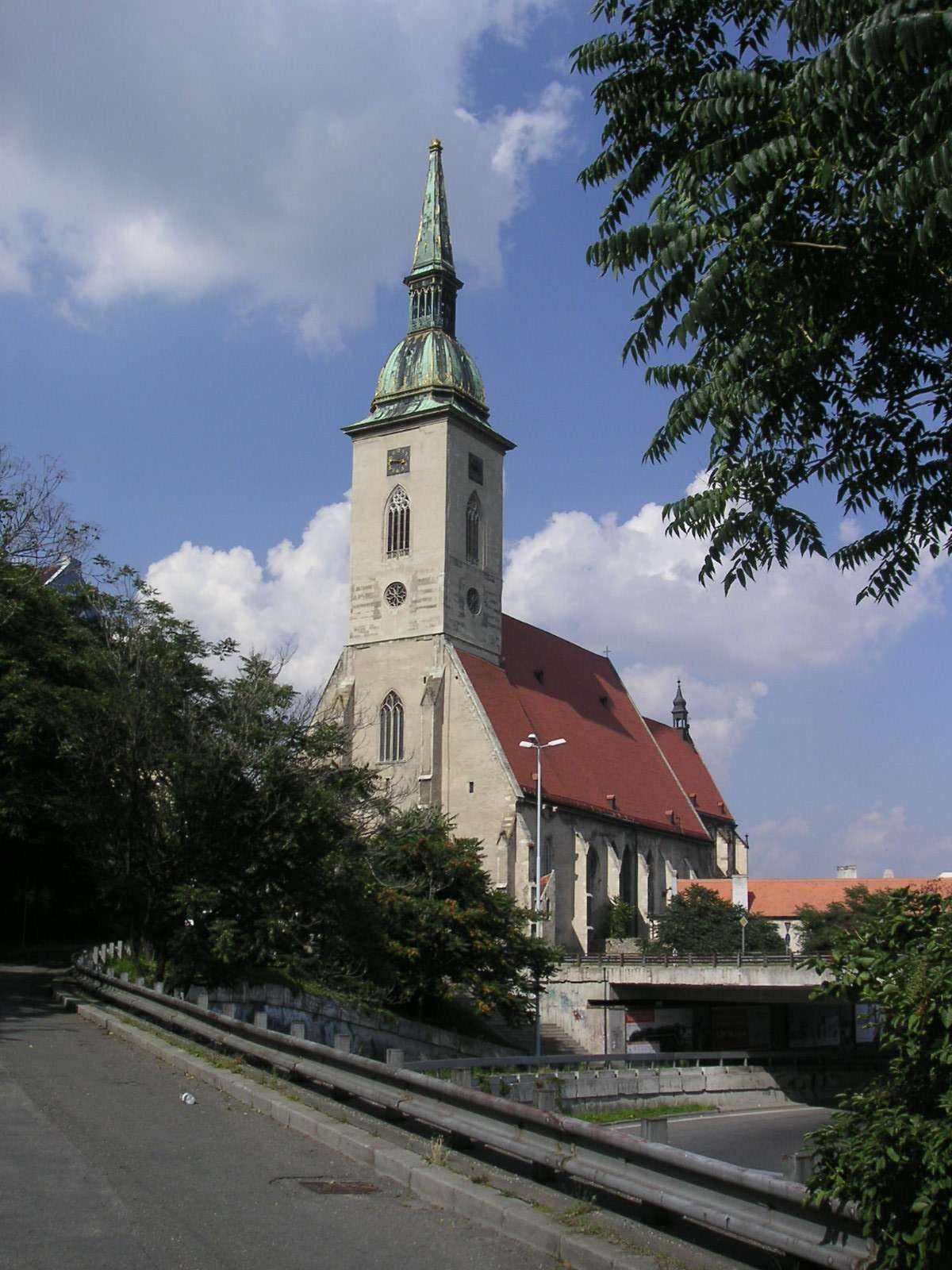
Kathedrale St.-Martins-Dom in Bratislava

### Erzbischof von Bratislava-Trnava (1995–2008)
- Ján Sokol (1989 Erzbischof von Trnava, 1995–2008 Erzbischof von Bratislava-Trnava, dann erneut bis 2009 Erzbischof von Trnava)

### Erzbischof von Bratislava  (seit 2008)
- Stanislav Zvolenský (seit 2008)

### Weihbischöfe im Erzbistum Bratislava-Trnava (1995–2008)
- Dominik Tóth (Weihbischof in Trnava von 1990–1995, 1995–2004 Weihbischof in Bratislava-Trnava)
- Dominik Hrušovský (1992–1995 Weihbischof in Trnava, 1995–1996 Weihbischof in Bratislava-Trnava, dann bis 2001 Apostolischer Nuntius in Belarus)
- Štefan Vrablec (1998–2004 Weihbischof in Bratislava-Trnava)
- Stanislav Zvolenský (2004–2008 Weihbischof in Bratislava-Trnava, dann Erzbischof von Bratislava)
- Ján Orosch (2004–2008 Weihbischof in Bratislava-Trnava, 2008–2013 Weihbischof in Trnava, dann Erzbischof von Trnava)

### Weihbischöfe im Erzbistum Bratislava (seit 2008)
- Jozef Haľko (seit 2012 Weihbischof in Bratislava)